# Cyrtandra kalimantana
Cyrtandra kalimantana är en tvåhjärtbladig växtart som beskrevs av Brian Laurence Burtt. Cyrtandra kalimantana ingår i släktet Cyrtandra och familjen Gesneriaceae. Inga underarter finns listade i Catalogue of Life.